# Географія Сен-Бартельмі
Сен-Бартельмі — північноамериканська країна, що знаходиться в групі Малих Антильських островів Карибського регіону . Загальна площа країни 25 км² (239-те місце у світі), з яких на суходіл припадає 25 км², а на поверхню внутрішніх вод — 0 км². Площа менша за площу території Печерського району міста Києва. 

## Назва
Офіційна назва — Заморська спільнота Сен-Бартельмі, Сен-Бартельмі (фр. Collectivite d'outre mer de Saint-Barthelemy, Saint-Barthelemy, Saint-Barth). Назва країни походить від назви однойменного острова, відкритого Христофором Колумбом 1493 року і названого ним на честь Святого Варфаломія, ім'я якого носив його рідний брат Бартоломео Колумб.

## Географічне положення
Сен-Бартельмі — північноамериканська острівна країна, що не має сухопутного державного кордону. Острів лежить в групі Навітряних островів Малих Антильських островів. Острів Сен-Бартельмі розташований в північній частині Навітряних островів. Знаходиться за 200 км на північ від Гваделупи, за 20 км від острова Сен-Мартен.

Морські кордони країн Карибського регіону
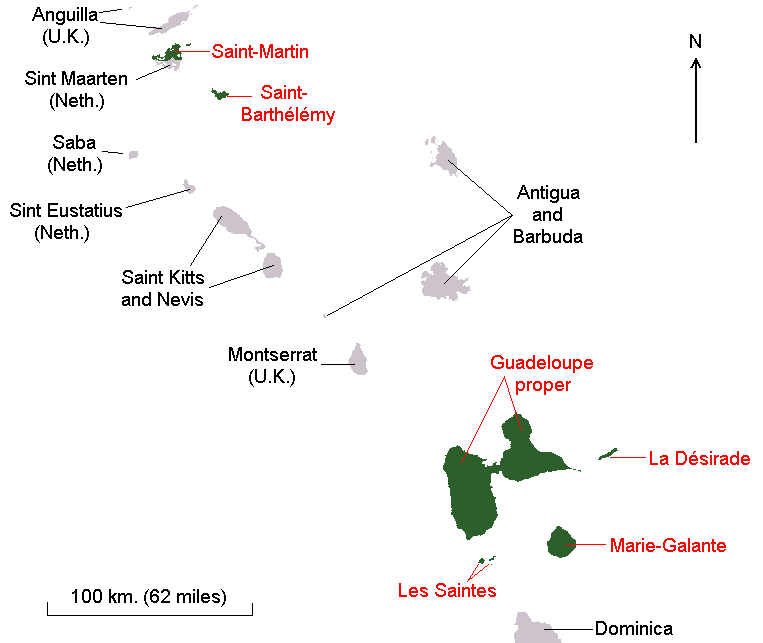
Зеленим кольором позначені колишні складові частини регіону Гваделупа, 2007 рік
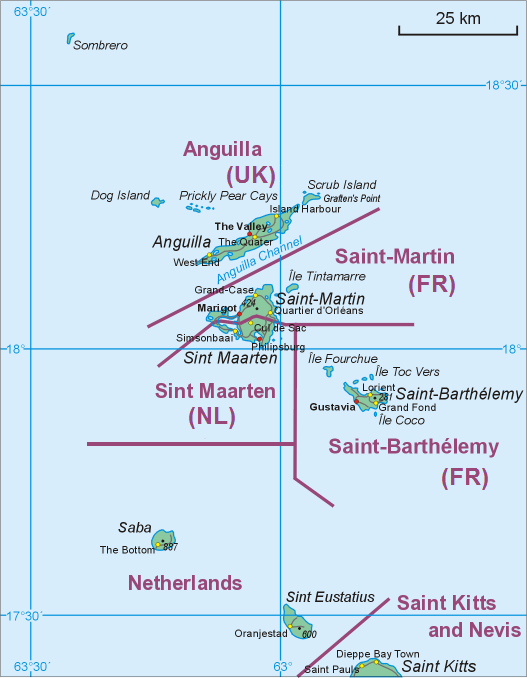
Сусіди Сен-Бартельмі

Згідно з Конвенцією Організації Об'єднаних Націй з морського права (UNCLOS) 1982 року, протяжність територіальних вод країни встановлено в 12 морських миль (22,2 км). Виключна економічна зона встановлена на відстань 200 морських миль (370,4 км) від узбережжя.

### Час
Час на Сен-Бартельмі: UTC-4 (-6 годин різниці часу з Києвом).

## Геологія
Надра Сен-Бартельмі не розвідані на поклади корисних копалин.

## Рельєф
Середні висоти — дані відсутні; найнижча точка — рівень вод Карибського моря (0 м); найвища точка — гора Морне-дю-Віте (286 м). Центральна частина острова в пагорбах.

Рельєф Сен-Бартельмі
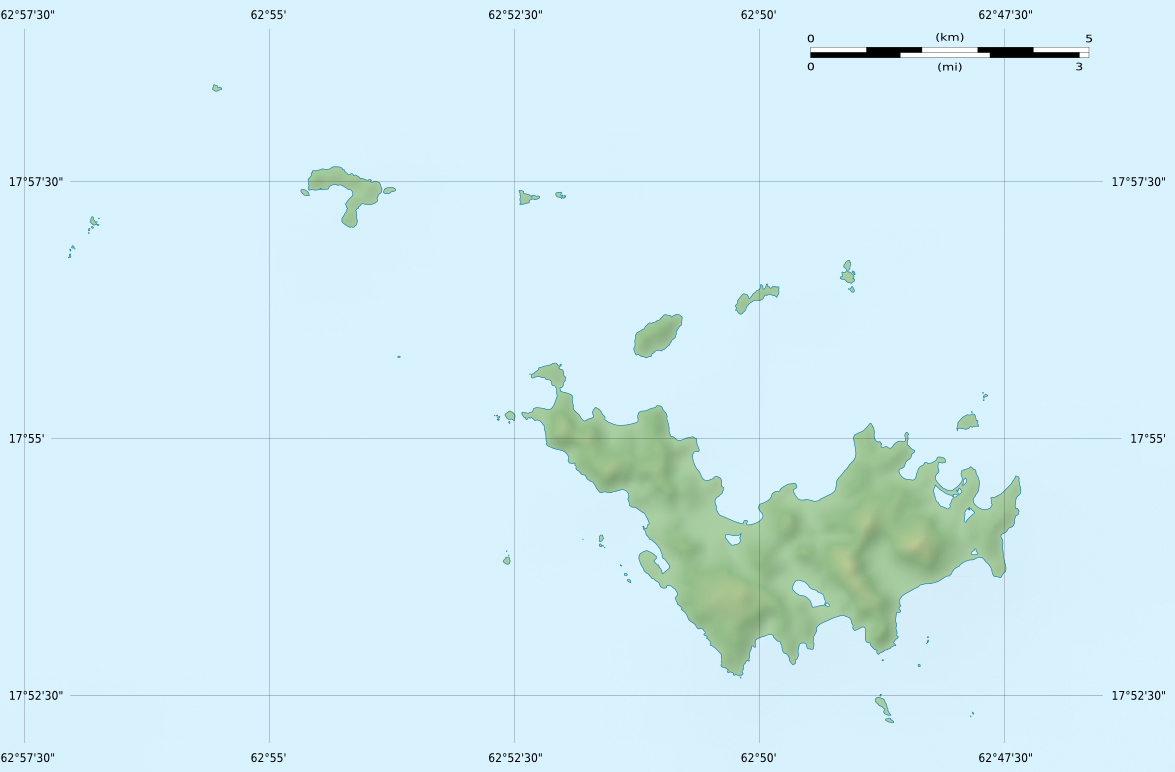
Рельєф Сен-Бартельмі
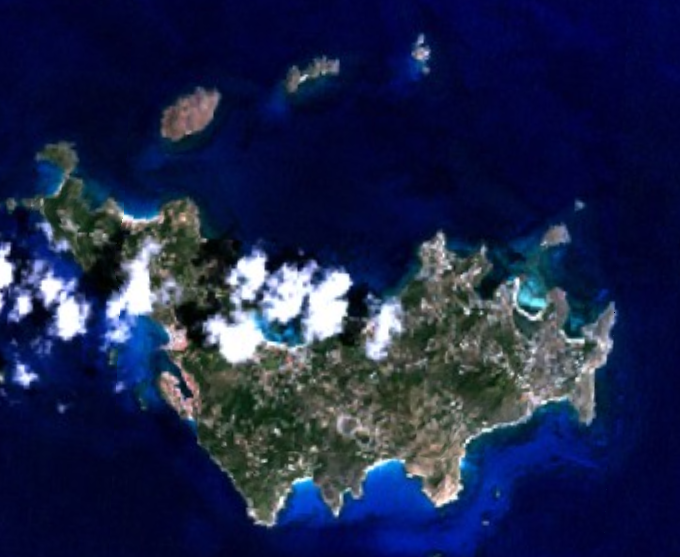
Супутниковий знімок поверхні країни
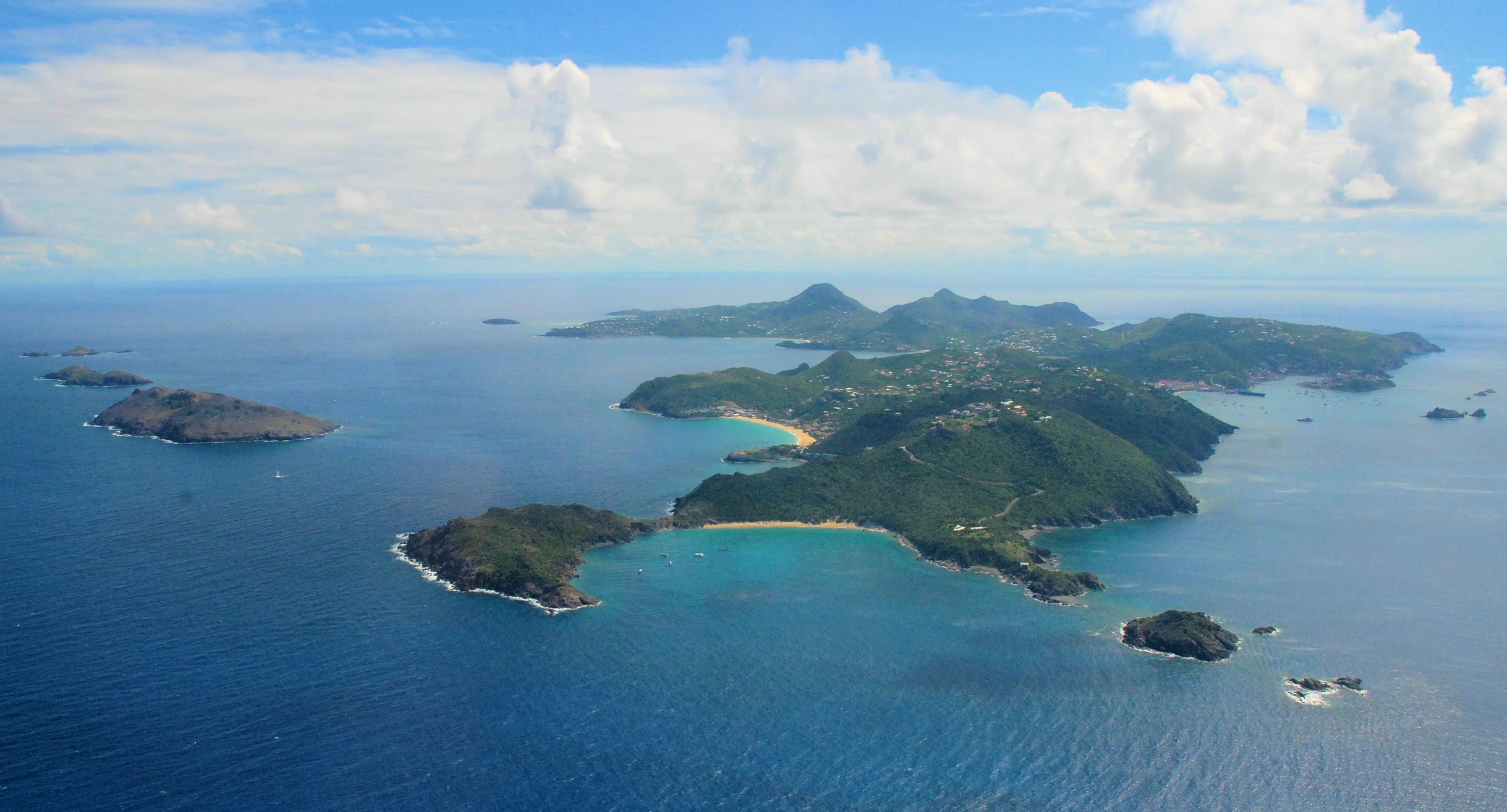
Сен-Бартельмі з висоти пташиного польоту
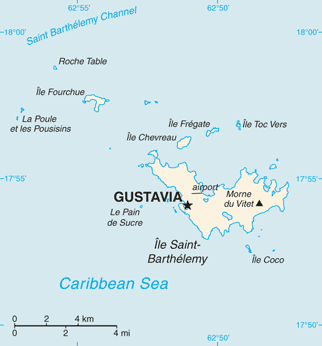
Карта країни (англ.)

### Узбережжя
Береги острова скелясті (але є і ділянки пляжів), оточені кораловими рифами і дрібними острівцями.

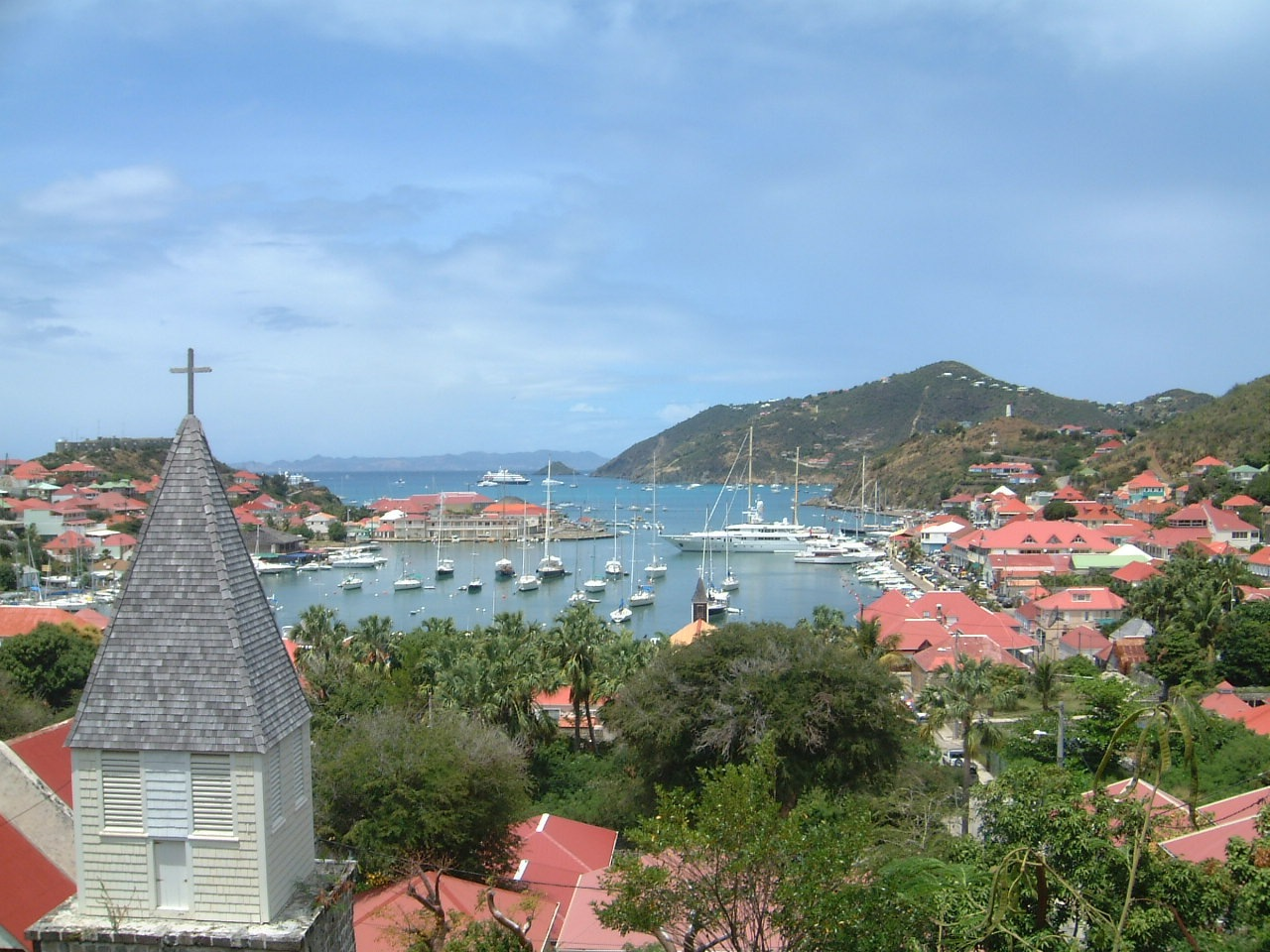
Гавань Густавії
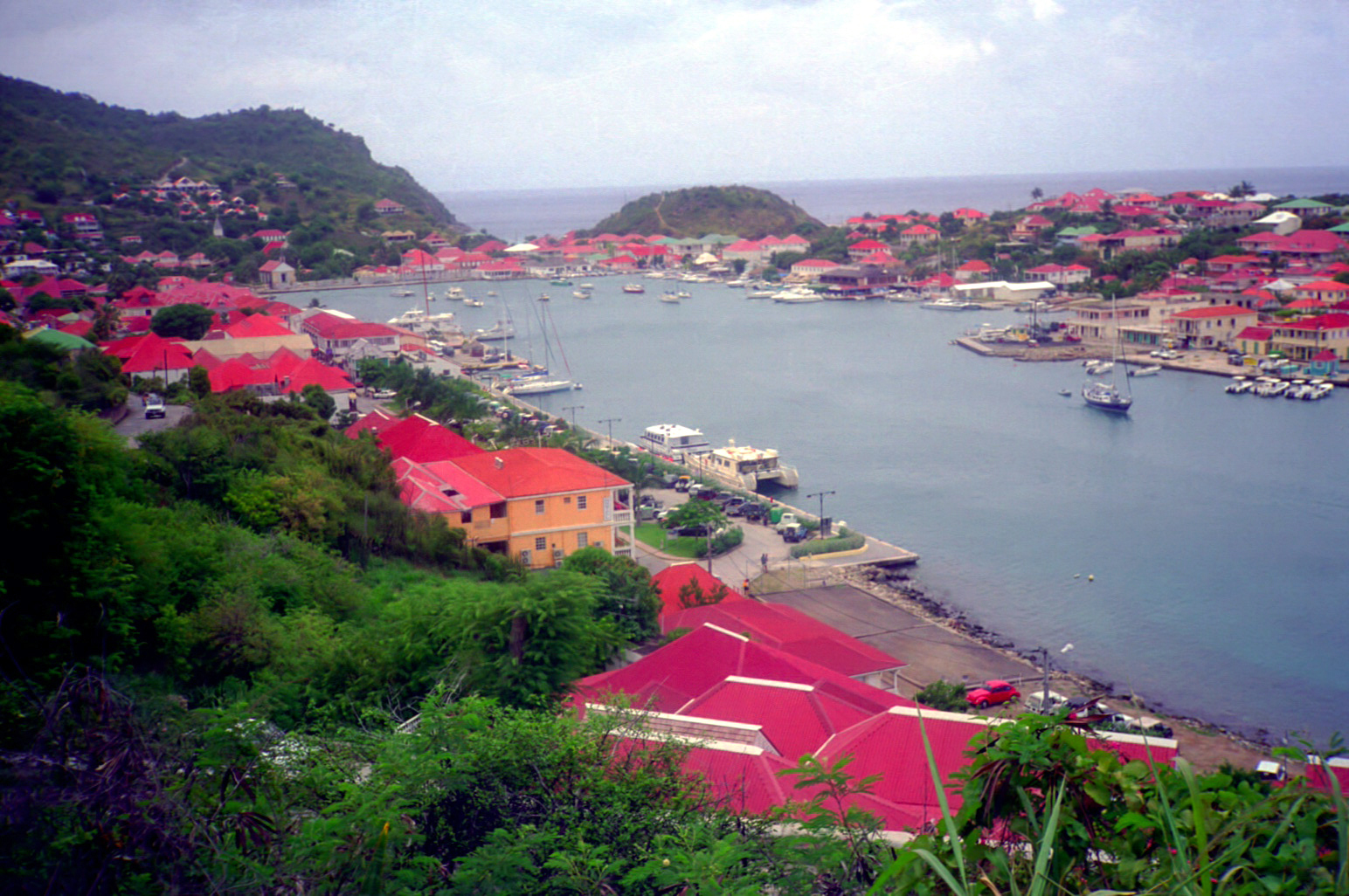
Гавань Густавії
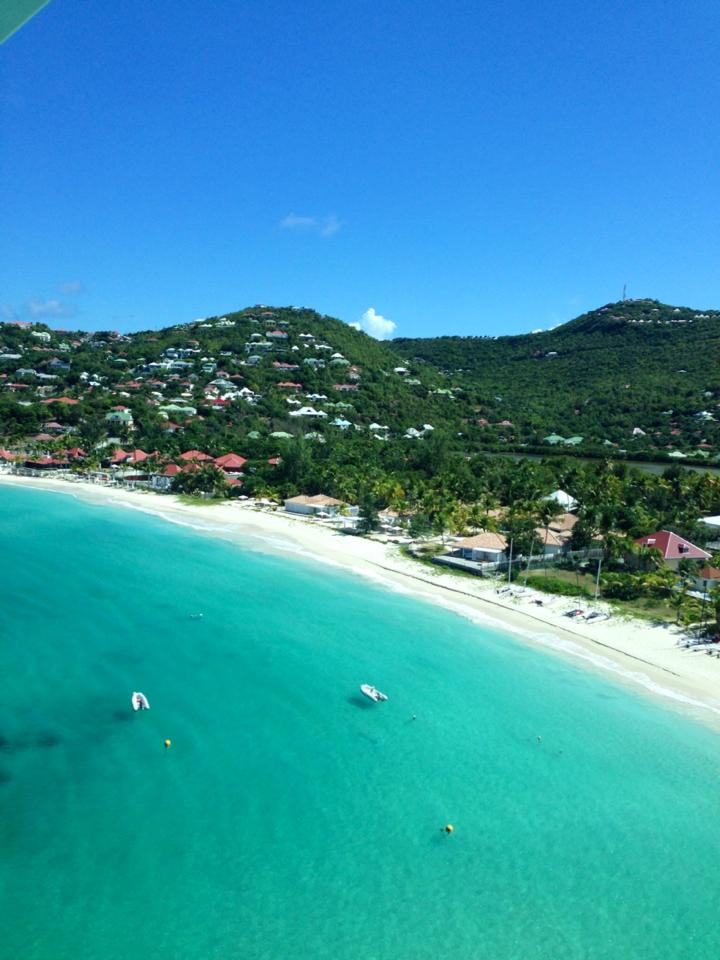
Узбережжя острова в районі Сен-Жан
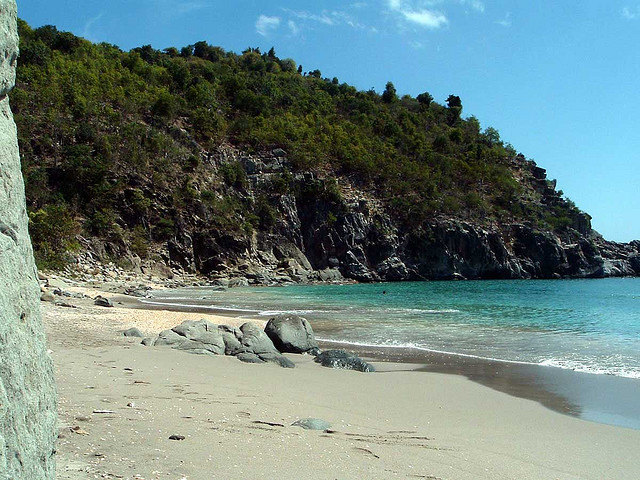
Пляж Шелл-Біч
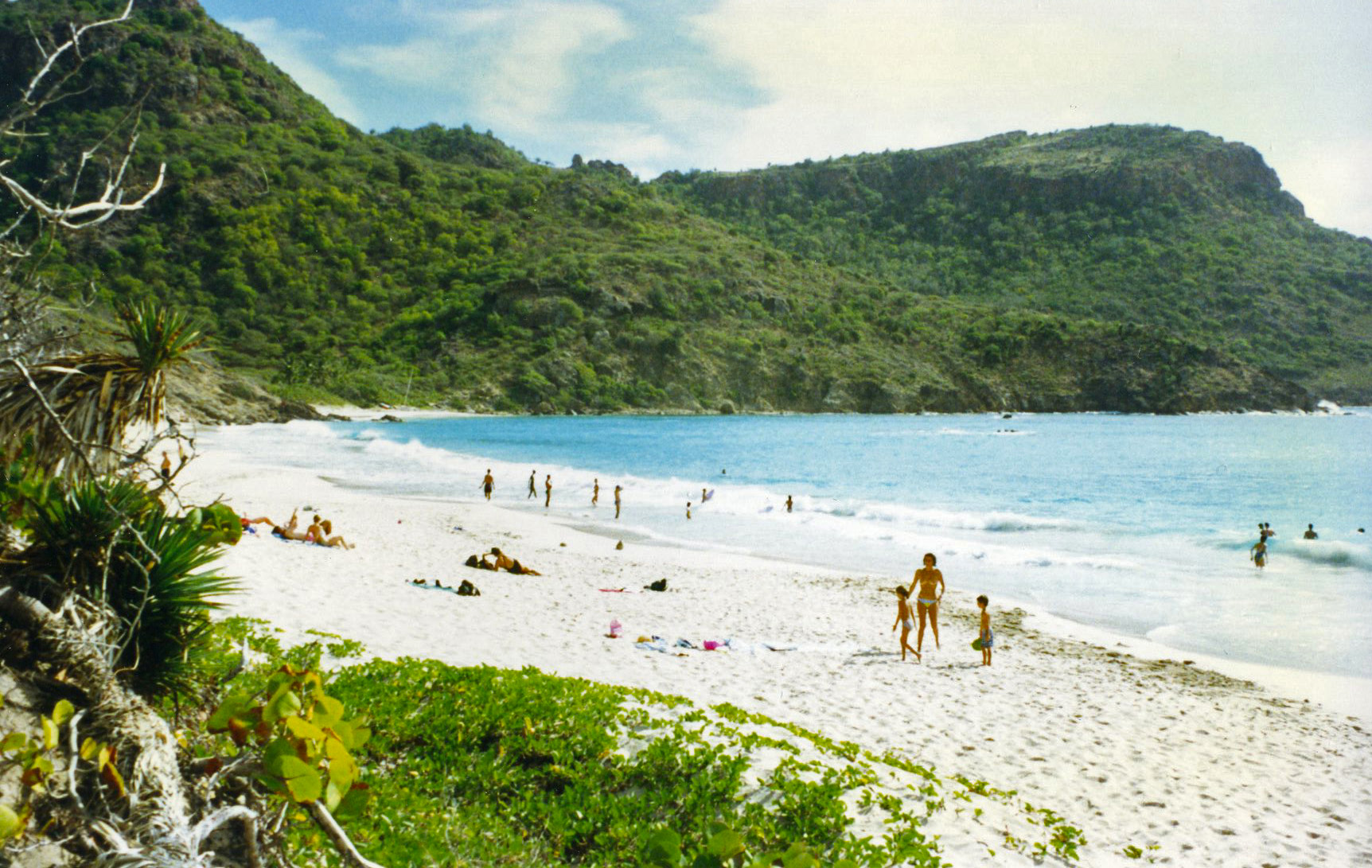
Пляж Анс-де-Гранде-Саліна

### Острови

Острови Сен-Бартельмі
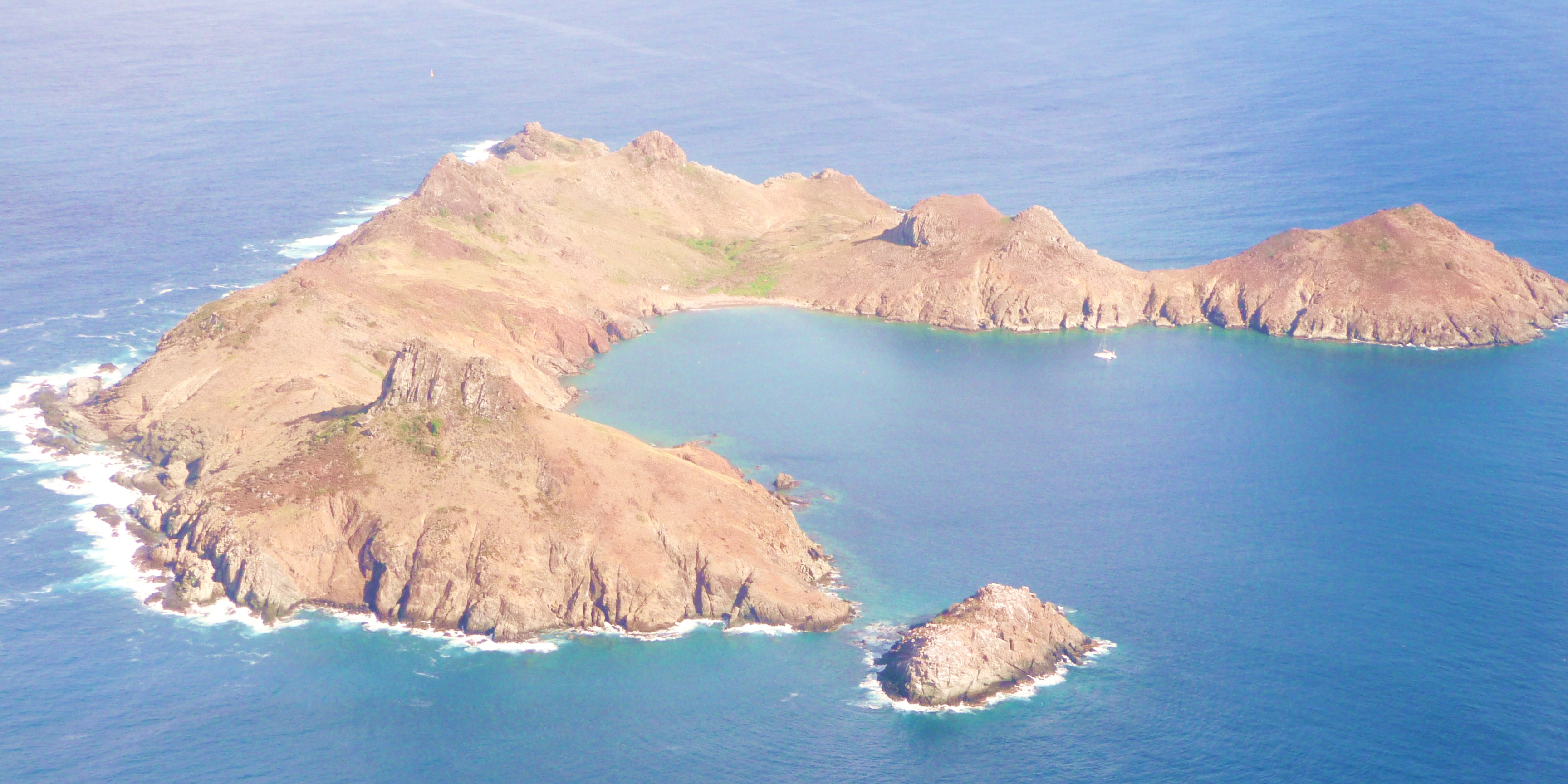
Форшу
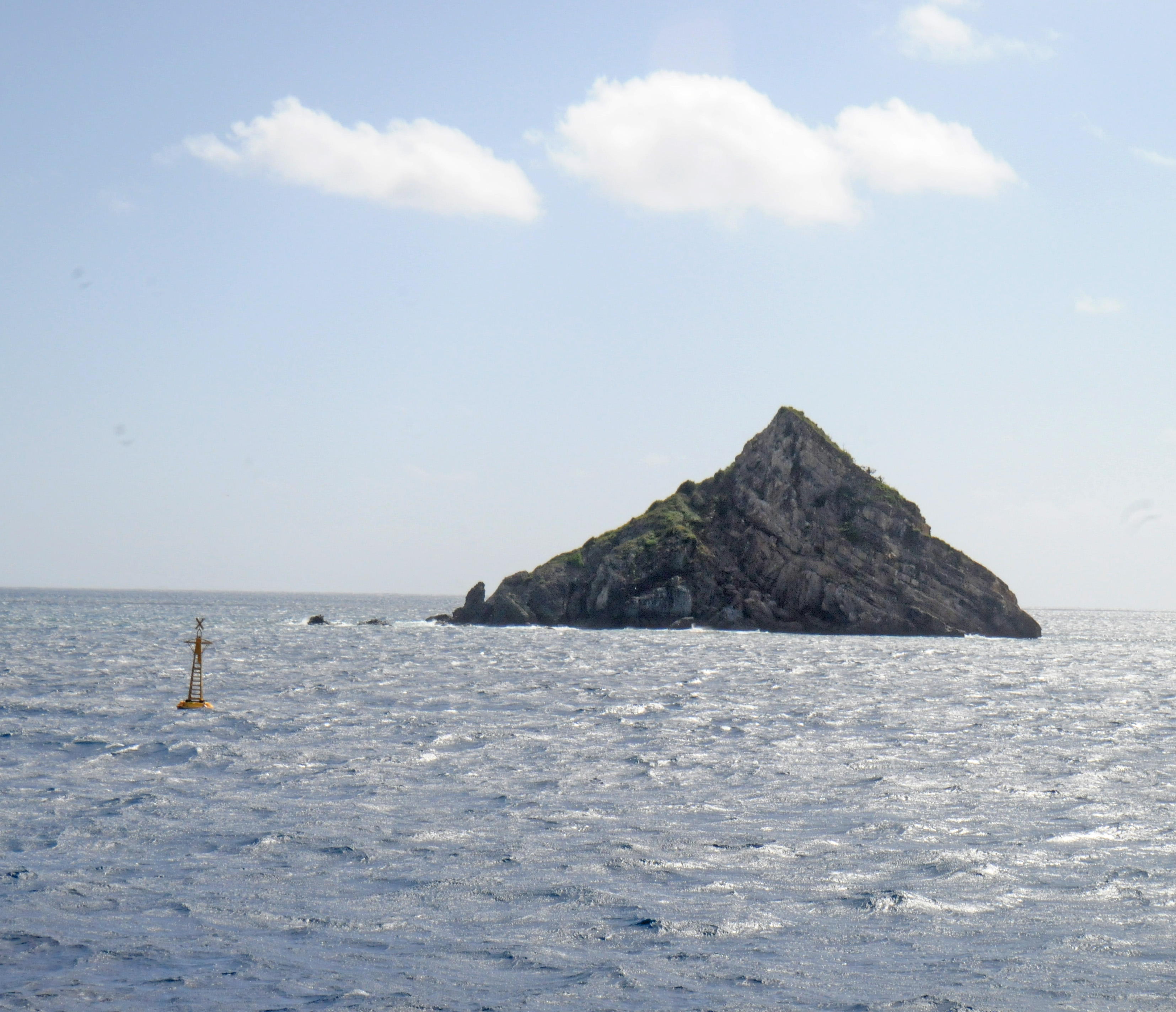
Пейн-де-Сукре
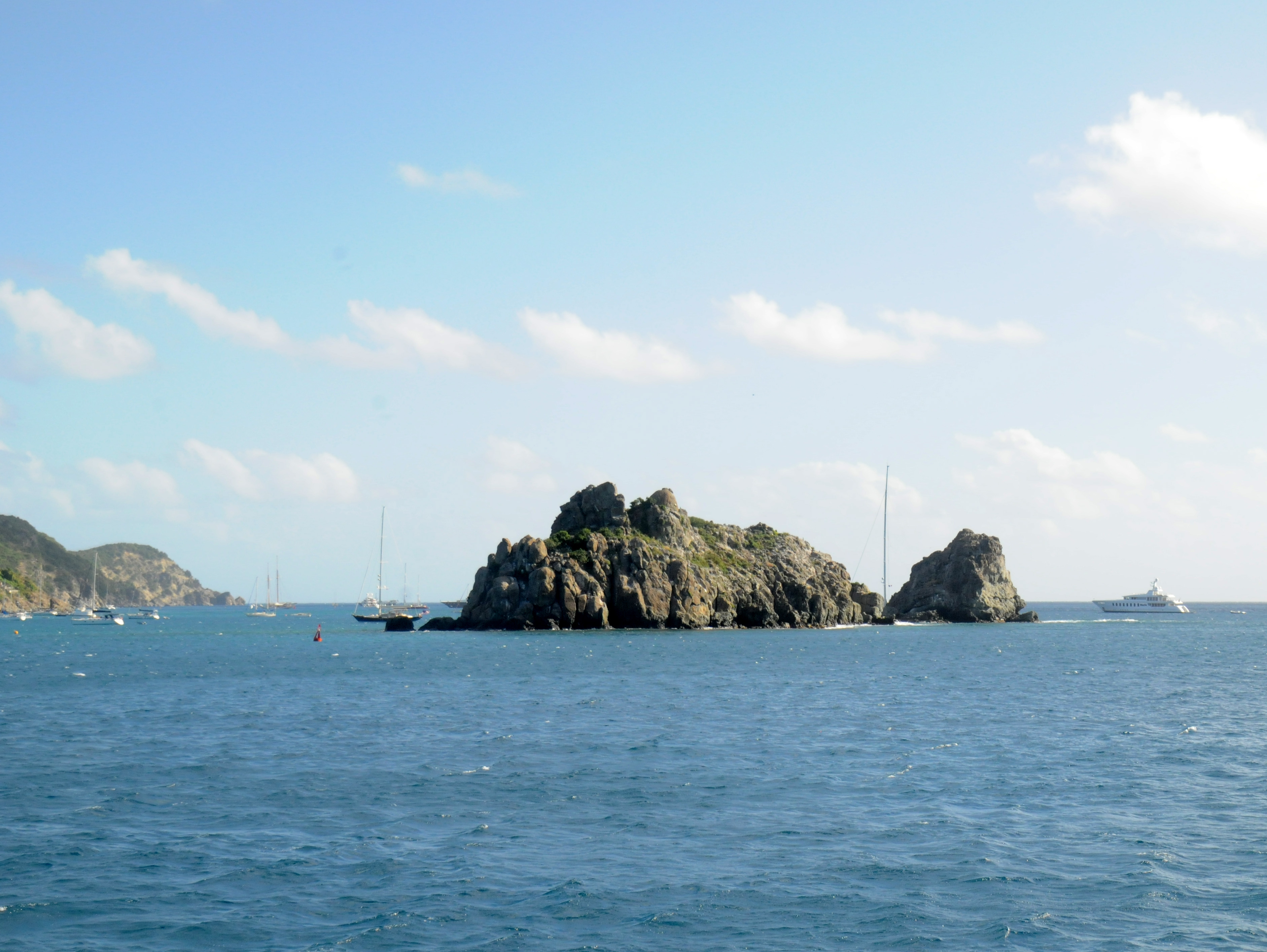
Ле-Грос
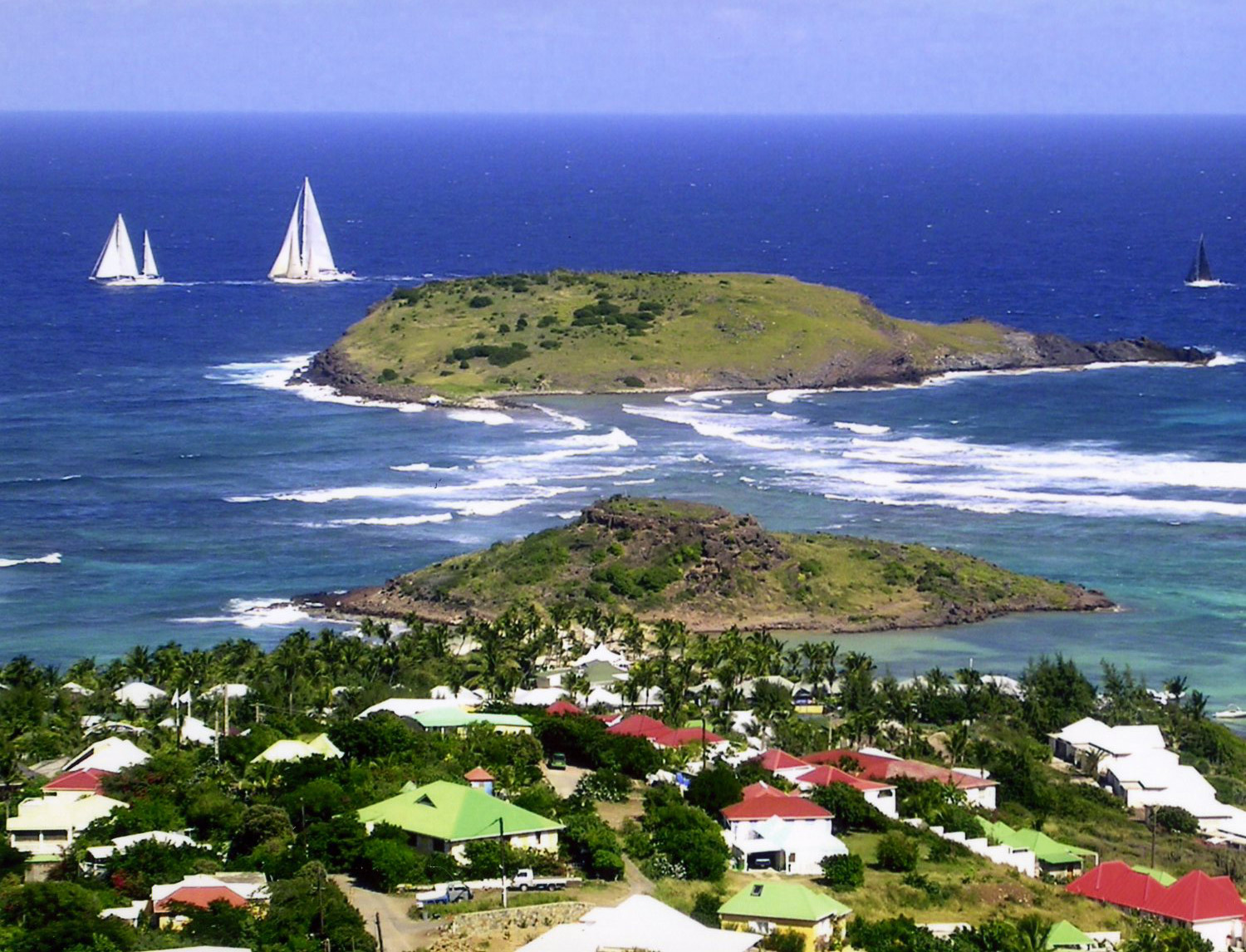
Ла-Торту

## Клімат
Територія Сен-Бартельмі лежить у тропічному кліматичному поясі. Увесь рік панують тропічні повітряні маси. Сезонний хід температури повітря чітко відстежується. Переважають східні пасатні вітри, достатнє зволоження (на підвітряних схилах відчувається значний дефіцит вологи). У теплий сезон з морів та океанів часто надходять тропічніциклони.

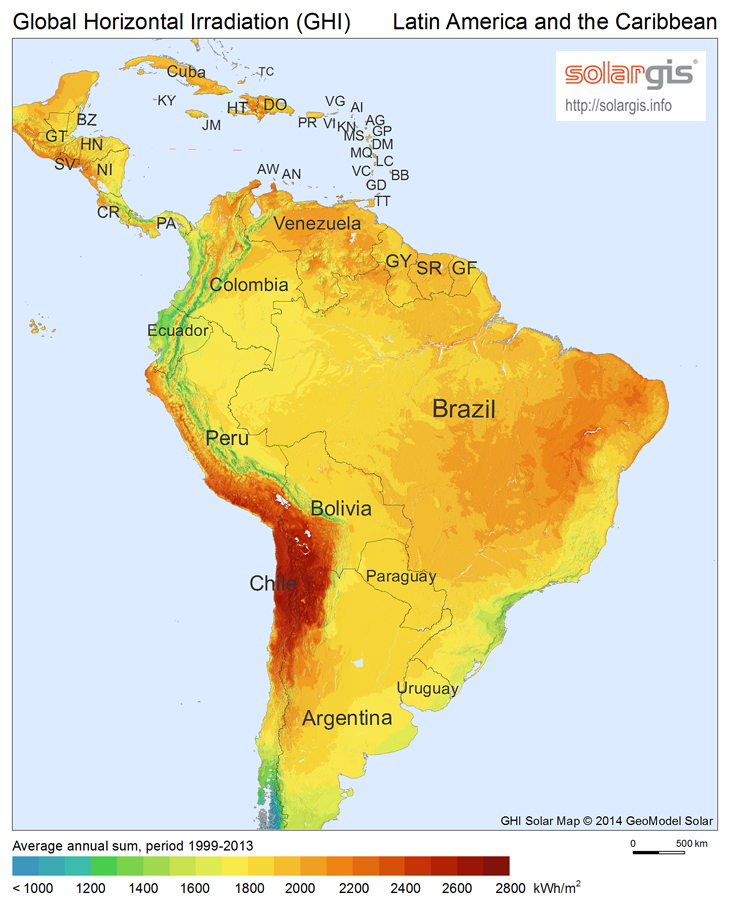
Сонячна радіація (англ.)
Кліматична карта Антильських островів за Кеппеном
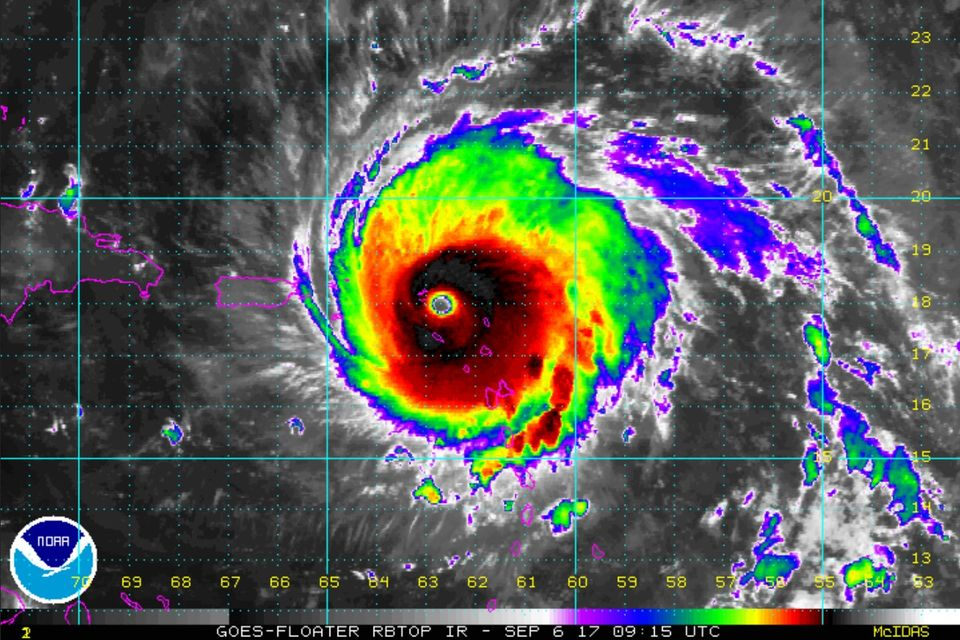
Ураган Ірма над островом Сен-Бартельмі, 2017 рік

Сен-Бартельмі не є членом Всесвітньої метеорологічної організації (WMO), інтереси країни в міжнародній організації представляє Франція.

## Внутрішні води
Річки, струмки та інші джерела прісної води відсутні. Тимчасові потоки країни належать басейну Атлантичного океану.

## Рослинність

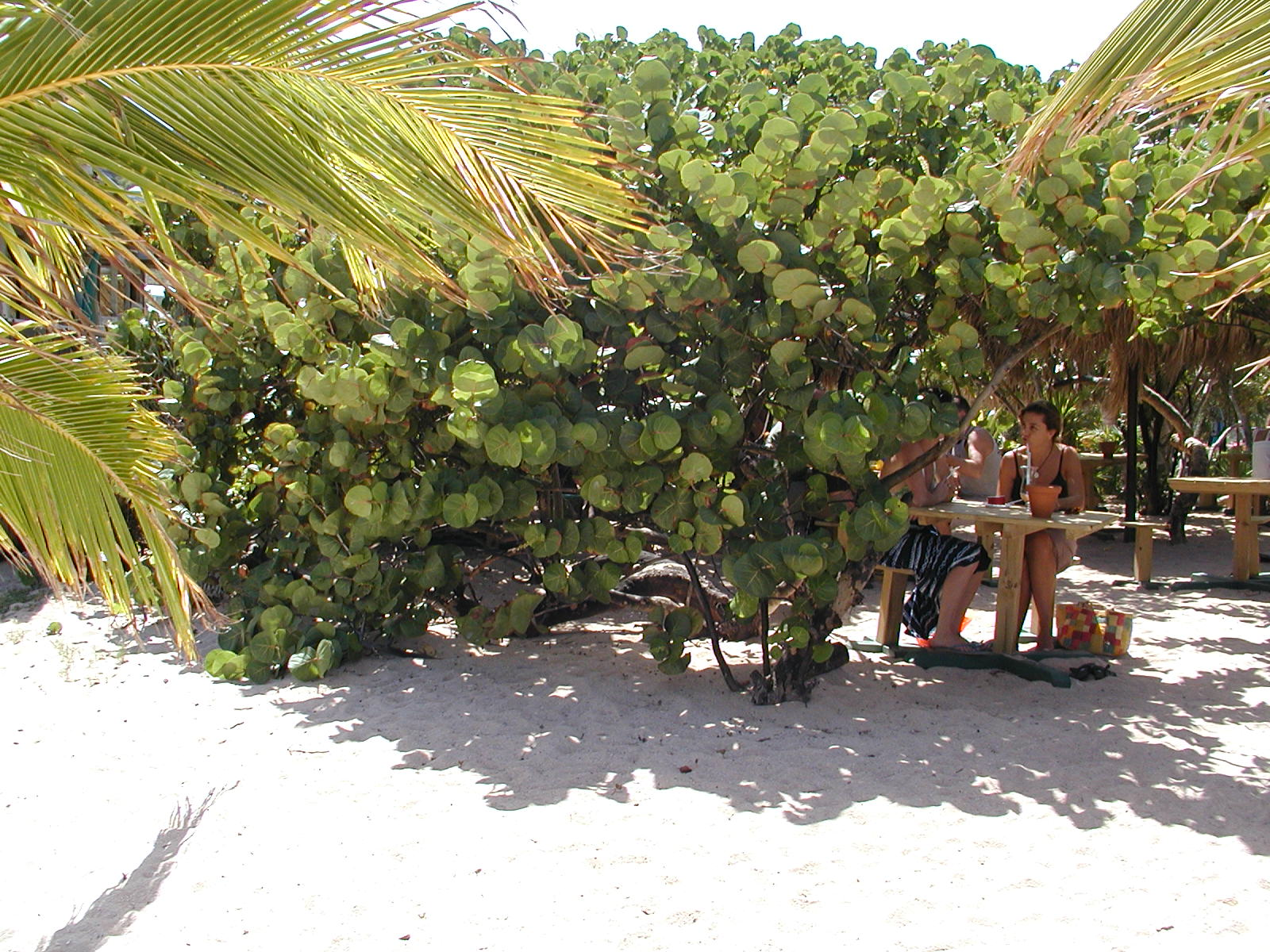
Рослинність на узбережжі
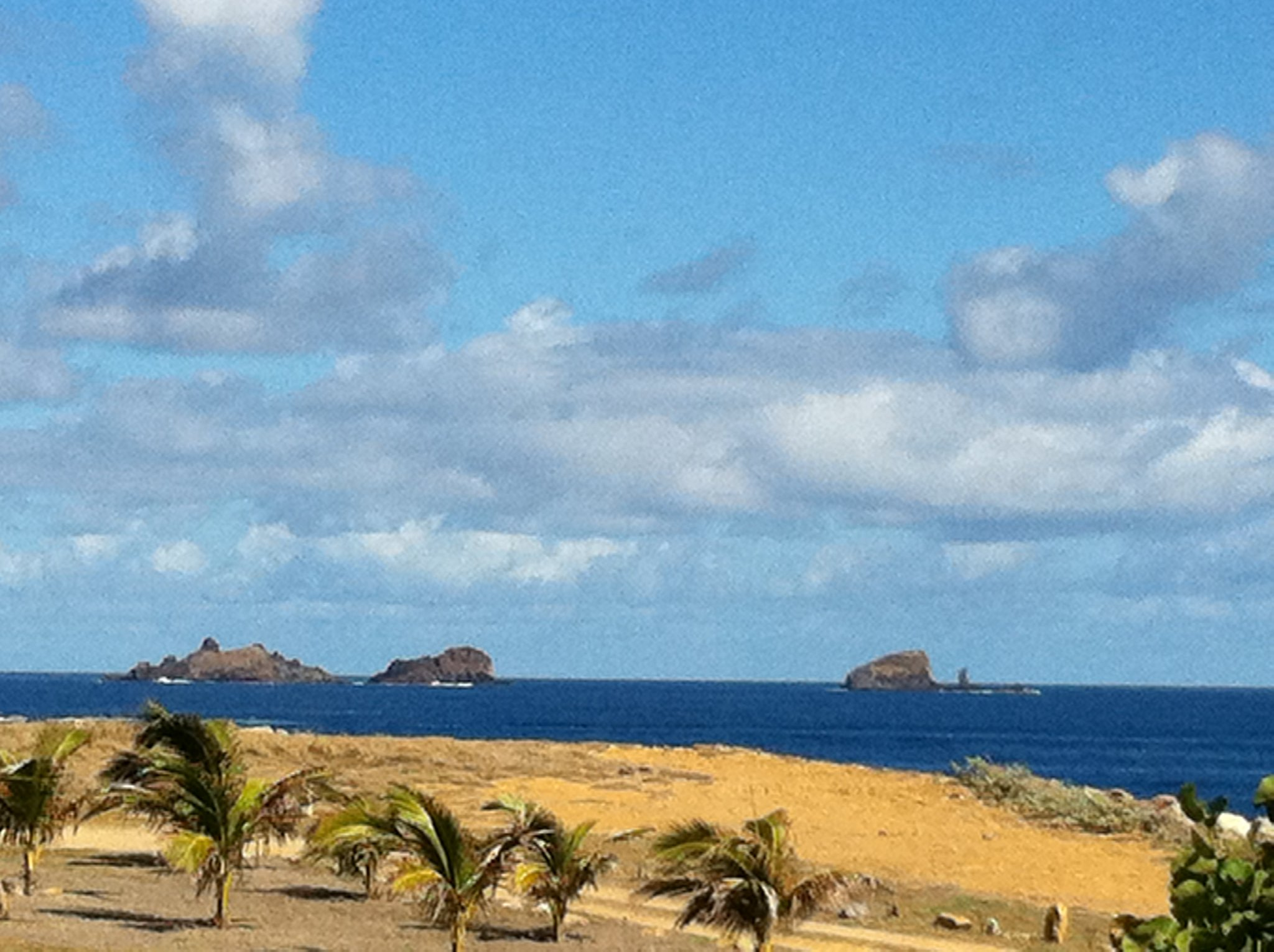
Рослинність на узбережжі

## Тваринний світ
Зоогеографічнотериторія країни належить до Антильської підобласті Неотропічної області.

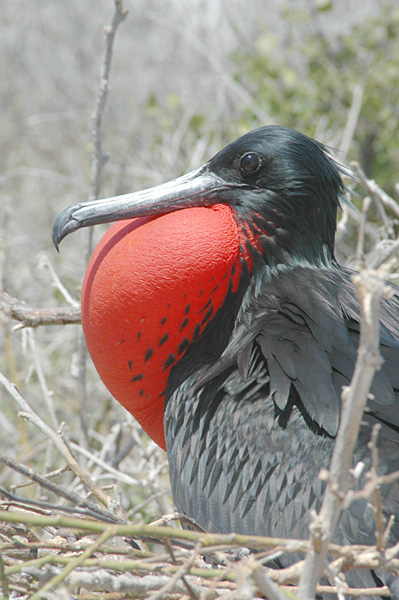
Фрегат (самець)
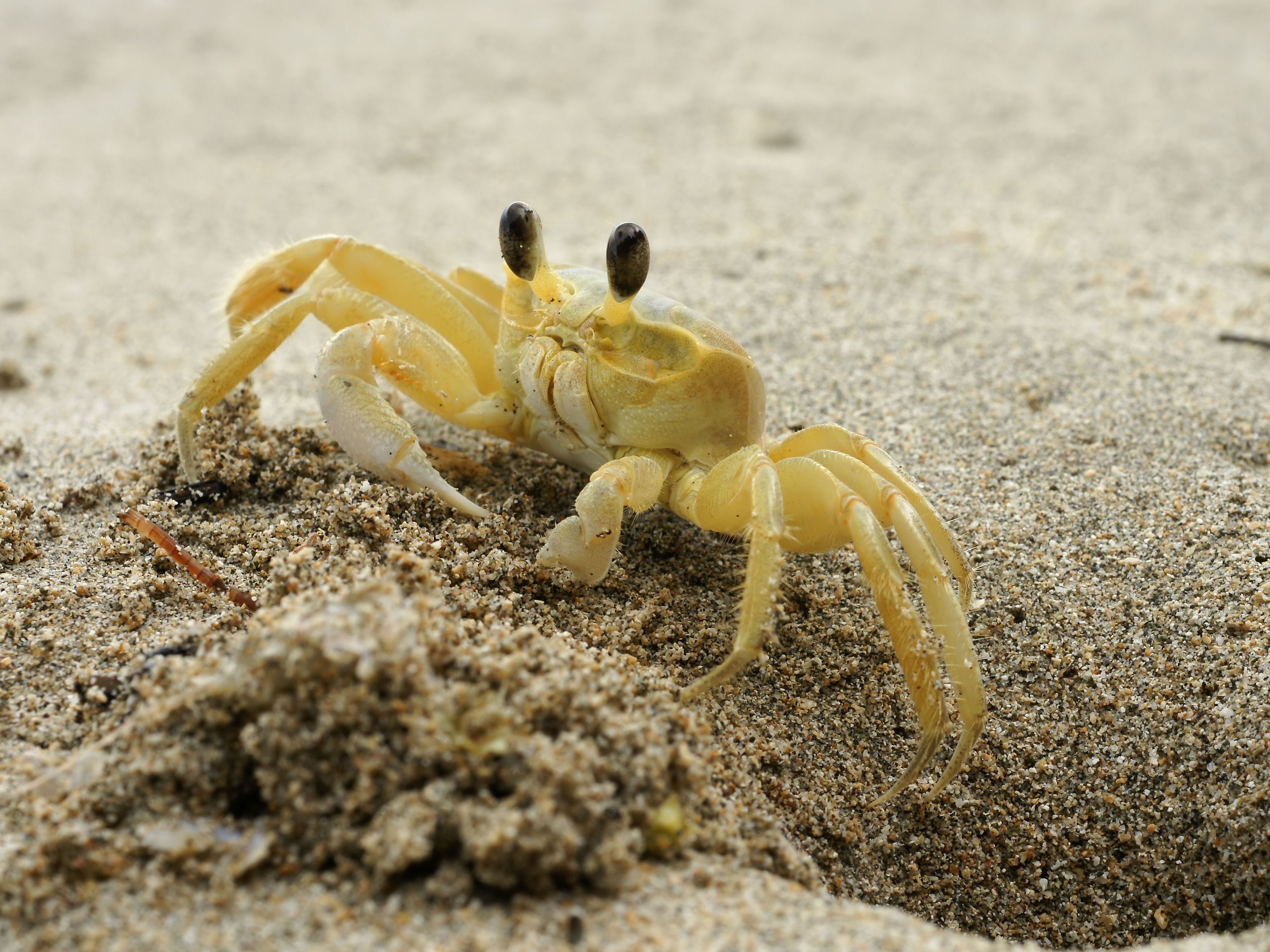
Краб-привид

Сен-Бартельмі

## Охорона природи
У навколишніх водах створено природний морський заповідник Сен-Бартельмі (фр. Réserve Naturelle de Saint-Barthélemy) загальною площею 1,2 тис. га. Заповідник складається з 5 окремих ділянок, що покривають як навколишню акваторію, так і окремі ділянки суходолу навколишніх острівців. Природозахисну мережу створено для захисту коралових рифів, морських водоростей і зникаючих видів морських тварин.

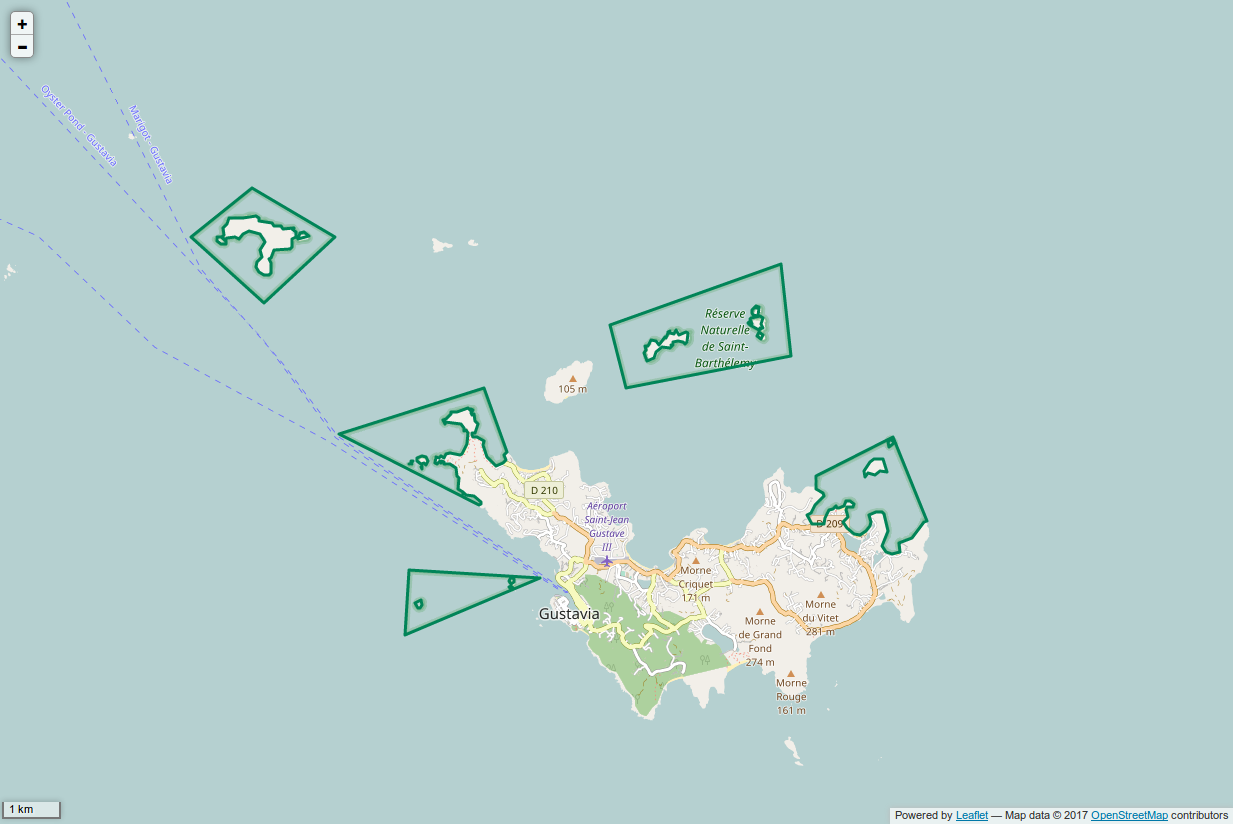
Територія морського заповідника

## Стихійні лиха та екологічні проблеми
Серед екологічних проблем варто відзначити:
- дефіцит природних джерел питної води, лише сезонні струмки, покривається установкою з опріснення морської води й індивідуальним збором дощової води;
- менеджмент побутових відходів;
- перевилов риби в навколишніх водах.

## Фізико-географічне районування
У фізико-географічному відношенні територію Сен-Бартельмі можна розділити на _ райони, що відрізняються один від одного рельєфом, кліматом, рослинним покривом: .

### Українською
- Атлас світу / голов. ред. І. С. Руденко ; зав. ред. В. В. Радченко ; відп. ред. О. В. Вакуленко. — К. : ДНВП «Картографія», 2005. — 336 с. — ISBN 9666315467.
- Атлас. 7 клас. Географія материків і океанів / Укладачі О. Я. Скуратович, Н. І. Чанцева. — К. : ДНВП «Картографія», 2014.
- Бєлозоров С. Т. Географія материків. — К. : Вища школа, 1971. — 371 с.
- Барановська О. В. Фізична географія материків і океанів : навч. посіб. для студентів ВНЗ : [у 2 ч.]. — Н. : Ніжинський державний університет ім. Миколи Гоголя, 2013. — 306 с. — ISBN 978-617-527-106-3.
- Сен-Бартельмі // Гірничий енциклопедичний словник : [у 3-х тт.] / за ред. В. С. Білецького. — Д. : Східний видавничий дім, 2004. — Т. 3. — 752 с. — ISBN 966-7804-78-X.
- Дубович І. А. Країнознавчий словник-довідник. — 5-те вид., перероб. і доп. — К. : Знання, 2008. — 839 с. — ISBN 978-966-346-330-8.
- Економічна і соціальна географія країн світу. Навчальний посібник / За ред. Кузика С. П. — Л. : Світ, 2002. — 672 с. — ISBN 966-603-178-7.
- Панасенко Б. Д. Фізична географія материків : навч. посіб. : в 2 ч. — В. : ЕкоБізнесЦентр, 1999. — 200 с.
- Юрківський В. М. Регіональна економічна і соціальна географія. Зарубіжні країни: Підручник. — 2-ге. — К. : Либідь, 2001. — 416 с. — ISBN 966-06-0092-5.

### Англійською
- (англ.) Graham Bateman. The Encyclopedia of World Geography. — Andromeda, 2002. — 288 с. — ISBN 1871869587.
- (англ.) Donovan, Steven K.; Jackson, Trevor A. (1994). Caribbean Geology: An Introduction. University of West Indies. с. 289. ISBN 9764100333.

### Російською
- (рос.) Сен-Бартельми // Латинская Америка. Энциклопедический справочник [в 2-х тт.] / Главный редактор В. В. Вольский. — М. : Советская энциклопедия, 1982. — Т. 2. К-Я. — 656 с.
- (рос.) Алисов Б. П., Берлин И. А., Михель В. М. Курс климатологии [в 3-х тт.] / под. ред. Е. С. Рубинштейн. — Л. : Гидрометеоиздат, 1954. — Т. 3. Климаты земного шара. — 320 с.
- (рос.) Апродов В. А. Зоны землетрясений. — М. : Мысль, 2010. — 462 с. — (Природа мира) — ISBN 978-5-244-01122-7.
- (рос.) Букштынов А. Д., Грошев Б. И., Крылов Г. В. Леса. — М. : Мысль, 1981. — 316 с. — (Природа мира)
- (рос.) Власова Т. В. Физическая география материков. С прилегающими частями океанов. Евразия, Северная Америка. — 4-е, перераб. — М. : Просвещение, 1986. — 417 с.
- (рос.) Гвоздецкий Н. А. Карст. — М. : Мысль, 1981. — 214 с. — (Природа мира)
- (рос.) Гвоздецкий Н. А., Голубчиков Ю. Н. Горы. — М. : Мысль, 1987. — 400 с. — (Природа мира)
- (рос.) Географический энциклопедический словарь: географические названия / под. ред. А. Ф. Трёшникова. — 2-е изд., доп. — М. : Советская энциклопедия, 1989. — 585 с. — ISBN 5-85270-057-6.
- (рос.) Дорст Ж. Центральная и Южная Америка. — М. : Прогресс, 1977. — 318 с. — (Континенты, на которых мы живем)
- (рос.) Исаченко А. Г., Шляпников А. А. Ландшафты. — М. : Мысль, 1989. — 504 с. — (Природа мира) — ISBN 5-244-00177-9.
- (рос.) Каплин П. А., Леонтьев О. К., Лукьянова С. А., Никифоров Л. Г. Берега. — М. : Мысль, 1991. — 480 с. — (Природа мира) — ISBN 5-244-00449-2.
- (рос.) Словарь современных географических названий / под общей редакцией акад. В. М. Котлякова. — Екатеринбург : У-Фактория, 2006.
- (рос.) Литвин В. М., Лымарев В. И. Острова. — М. : Мысль, 2010. — 288 с. — (Природа мира) — ISBN 978-5-244-01129-6.
- (рос.) Лобова Е. В., Хабаров А. В. Почвы. — М. : Мысль, 1983. — 304 с. — (Природа мира)
- (рос.) Максаковский В. П. Географическая картина мира. Книга I: Общая характеристика мира. — М. : Дрофа, 2008. — 495 с. — ISBN 978-5-358-05275-8.
- (рос.) Максаковский В. П. Географическая картина мира. Книга II: Региональная характеристика мира. — М. : Дрофа, 2009. — 480 с. — ISBN 978-5-358-06280-1.
- (рос.) Сен-Бартельми // Поспелов Е. М. Топонимический словарь. — М. : АСТ, 2005. — 229 с. — ISBN 5-17-016407-6.
- (рос.) География / под ред. проф. А. П. Горкина. — М. : Росмэн-Пресс, 2006. — 624 с. — (Современная иллюстрированная энциклопедия) — ISBN 5-353-02443-5.
- (рос.) Физико-географический атлас мира. — М. : Академия наук СССР и ГУГК СССР, 1964. — 298 с.
- (рос.) Энциклопедия стран мира / глав. ред. Н. А. Симония. — М. : НПО «Экономика» РАН, отделение общественных наук, 2004. — 1319 с. — ISBN 5-282-02318-0.